# 柳家せん八
柳家 せん八（やなぎや せんぱち、1948年2月5日 - 2022年9月11日）は、落語協会所属の落語家。群馬県太田市出身。本名∶吉沢 博。出囃子は『かわいい魚屋さん』、定紋は『花菱』。

## 経歴
1968年4月に四代目柳家小せんに入門、前座名せん松を名乗る。1973年9月に春風亭一朝、三遊亭勝馬と共に二ツ目昇進、せん八に改名。
1982年12月に初代古今亭志ん五、七代目三遊亭圓好、四代目吉原朝馬、春風亭一朝、三代目三遊亭小金馬、六代目古今亭志ん橋、立川談生、立川左談次、六代目立川ぜん馬とともに真打に昇進。
生前最後の寄席への出演は2021年1月5日の浅草演芸ホールとなった。
2022年9月11日0時00分、腹膜炎のため、東京都内の自宅で死去。74歳没。